# Wilhelm Farel
Wilhelm Farel, fr. Guillaume Farel (ur. w 1489 w Gap, zm. 13 września 1565 w Metzu) – francuski protestancki reformator religijny. Był kaznodzieją o darze przekonywania, co przysparzało mu wrogów i zmuszało do przenosin.

## Życiorys
Urodził się w szlacheckiej rodzinie zamożnego notariusza. W tej rodzinie było żywe wspomnienie zmasakrowania miejscowych waldensów przez katolików; miało to miejsce na 2 lata przed urodzeniem Farela. Wbrew woli ojca (który chciał, żeby Farel został wojskowym), w 1509 przeniósł się do Paryża, gdzie rozpoczął studia na Sorbonie i spotkał Jakuba Lefèvre’a d’Étaples – przywódcę koła reformatorów, domagających się zmian w Kościele katolickim. W 1517 r. otrzymał tytuł mistrza sztuk i zaczął wykładać gramatykę i filozofię w Collège Cardinal Lemoine. Rozpoczęte studia teologiczne musiał przerwać z powodu poglądów protestanckich i (podejrzany o herezję) zmuszony był do opuszczenia Francji.
Osiedlił się w Bazylei, jednak z powodu propagowania protestantyzmu popadł w konflikt z Erazmem z Rotterdamu (wówczas mieszkającym w Bazylei) i musiał opuścić to miasto. Przeniósł się do Montbéliard (wówczas była to posiadłość protestanckiego księcia Wirtembergii) i został tam pastorem. W 1525 wydał pierwsze z czterech swoich dzieł La Sommaire et brève déclaration (Podsumowanie i krótka deklaracja); następne to traktaty o czyśćcu, modlitwie i eucharystii. Z powodu zatargu z władzami miasta Montbéliard musiał przenieść się do Strasburga, a wkrótce potem do Berna, gdzie usiłował przekonać do konwersji na protestantyzm katolickie francuskojęzyczne okręgi kantonu Berno; odniósł częściowy sukces nawracając połowę ich mieszkańców.
To osiągnięcie spowodowało, że wysłany był z taką samą misją do okręgu Aigle. Następnie w latach 1529–1530 podejmował próby nawrócenia hrabstwa Neuchâtel, co udało mu się 4 listopada 1530, kiedy mieszczanie głosowali za przystąpieniem do reformacji.
Następnie udał się w liczne podróże misyjne: w 1532 wspólnie z Pierre’em Robertem Olivétanem wziął udział w Synodzie w Chanforan, podczas którego waldensi zdecydowali się na przyjęcie nauk Kalwina.
Farel był płomiennym kaznodzieją, znanym jako „Eliasz reformacji francuskiej”, jednak brakowało mu zdolności organizatorskich, niezbędnych do budowania i reorganizacji nowych kościołów. Farel doskonale to rozumiał, dlatego rozpoczynając w roku 1536 pracę w Genewie szukał odpowiedniej pomocy. Dowiadując się przypadkiem o przejeździe Kalwina przez Genewę, usilnie nakłonił go do pozostania w mieście. Chętnie poddał się pod autorytet Kalwina, pomimo iż był od niego starszy.
Jednak 2 lata później, z powodu konfliktu z wpływowymi libertynami, musiał wraz z Kalwinem i Viretem opuścić to miasto. Przeniósł się do Neuchâtel, gdzie został naczelnym pastorem. Reorganizował miejscowy Kościół w duchu kalwinistycznym (dotychczas dominował tam luteranizm).
Kiedy w 1541 r. rada miejska Genewy usilnie błagała Kalwina o powrót, Farel ponownie nakłaniał Kalwina do pracy w Genewie, sam jednak nigdy tam na stałe nie wrócił.
W 1542 propagował Reformację w Metzu; mnisi usiłowali zagłuszyć jego kazanie biciem w dzwony, jednak Farel miał tak mocny głos, że to się im nie udało.
W ostatnim roku życia znowu przybył do Metzu, gdzie ponownie jego kazania przyciągnęły tłumy, jednak był to dla 76-letniego Farela zbyt duży wysiłek i przyspieszył jego śmierć.
Pomniki Farela odsłonięto w 1876 w Neuchâtel i w 1909 w Genewie.